# Артамы
Артамы (лат. Artamus) — род птиц из семейства ласточковых сорокопутов.

## Описание
Представители рода характеризуется плотным телосложением, сплющенной головой, коротким коническим клювом, длинными заострёнными крыльями с очень широким основанием и коротким квадратным хвостом, а также довольно короткими ногами. Размеры и масса тела варьируются от 12 см и 13 г, соответственно, у малого артама до 20 см и 69 г у большого артама. Половой диморфизм у большинства представителей рода не выражен. Самки белобрового артама и маскированного артама отличаются от самцов намного более бледной окраской оперения.

## Распространение
Артамы распространены в Австралазии. Серый артам (Artamus fuscus) распространён исключительно в Азии.

## Список видов
- Artamus fuscus — Серый артам
- Artamus mentalis
- Artamus monachus — Белоспинный артам
- Artamus maximus — Большой артам
- Artamus leucorynchus — Белобрюхий артам
- Artamus insignis — Бисмаркский артам
- Artamus personatus — Маскированный артам
- Artamus superciliosus — Белобровый артам
- Artamus cinereus — Чернолицый артам
- Artamus cyanopterus — Сумеречный артам
- Artamus minor — Малый артам